# Thuyết độc thần
Đơn thần giáo hay nhất thần giáo (tiếng Anh: monotheism), là niềm tin vào sự tồn tại của một Đấng tối cao duy nhất và có uy quyền phổ quát, hay là tin vào sự duy nhất của Thượng đế. Oxford Dictionary of the Christian Church còn đưa ra một định nghĩa chặt chẽ hơn là: "niềm tin vào một Thượng đế có vị cách và siêu việt", đối lập với đa thần giáo và phiếm thần giáo.
Độc thần giáo được phân biệt với đơn nhất thần giáo (henotheism), thờ một thần linh trong khi không phủ nhận rằng người khác có thể thờ các thần linh khác với hiệu lực ngang bằng, và bái nhất thần giáo (monolatrism), thờ nhất quán một thần linh duy nhất dù công nhận sự tồn tại của nhiều thần linh khác nhau.
Thông thường, tất cả các tôn giáo khởi nguồn từ Abraham đều được xem là độc thần giáo. Theo nghĩa rộng, các tôn giáo độc thần còn bao gồm thần giáo tự nhiên, Hỏa giáo, Mandae giáo, Yazidi giáo, Thiên Đạo giáo, đạo Cao Đài và một số giáo phái thuộc Ấn Độ giáo.

## Các tôn giáo khởi nguồn từ Abraham: Độc thần giáo
Ở phương Tây, Kinh Thánh Hebrew, tức Cựu Ước của Cơ Đốc giáo, là nguồn kiến thức chủ yếu về độc thần giáo, miêu tả trình tự và thời điểm độc thần giáo được giới thiệu vào vùng Trung Đông và phương tây. Theo các tôn giáo khởi nguồn từ Abraham, ấy là khi Abraham nhận biết Thiên Chúa (Sáng thế ký 12:1-9; 13:14-18;15; 18; và 22), ông là tín hữu độc thần giáo đầu tiên trên thế giới. Trong lịch sử cổ đại, cho đến thời điểm ấy, mọi nền văn hoá đều đặt niềm tin vào nhiều thần linh, hoặc vào các sức mạnh thiên nhiên và các loài tạo vật, hoặc tin vào sự huyền nhiệm của môn chiêm tinh, nhưng không ai đặt niềm tin vào một Thiên Chúa duy nhất và chân thật.
Tuy vậy, có một số tranh luận về Thiên Chúa được miêu tả trong Sáng thế ký là duy nhất hay không:
Sáng thế ký 1.26; "Thiên Chúa (tiếng Hebrew: Yahvee) phán rằng 'Chúng ta hãy làm nên loài người như hình ta và theo tượng ta, đặng quản trị loài cá biển, loài chim trời, loài súc vật, loài côn trùng bò trên mặt đất, và khắp cả đất'".
Elohim là Đức Chúa, người Do Thái Giáo dùng từ này để tránh gọi tên Đức Chúa (YHWH), theo 10 điều răn của Moses. Tuy nhiên, người theo Do Thái giáo cho rằng đây chỉ là một cách dụng ngữ nhằm bày tỏ sự tôn kính khi nhắc đến danh xưng của Thiên Chúa. Trong khi đó, theo cách giải thích của Cơ Đốc giáo, điều này củng cố những lập luận của giáo lý Ba Ngôi, dạy rằng Thiên Chúa là duy nhất, hiện hữu trong ba thân vị: Chúa Cha, Chúa Con và Chúa Thánh Linh, (xem Ba Ngôi).
Kinh Thánh Hebrew dạy rằng mặc dù khi sáng thế Adam và Eva (cùng với dòng dõi của họ) đã nhận biết Thiên Chúa, nhưng trải qua các thế hệ Thiên Chúa và danh của ngài đã bị lãng quên. Một nhà hiền triết Do Thái, Maimonides, miêu tả diễn tiến ấy như sau:
Trong thời Enosh nhân loại đã phạm một lỗi lầm lớn... họ lý luận rằng vì Chúa đã dựng nên các vì tinh tú cùng các thiên thể khác, đặt trên bầu trời và ban cho chúng sự uy nghi vinh hiển, rồi chúng phụng sự Chúa, vì vậy cần phải chúc tụng các vì tinh tú, cần phải tin rằng ấy là ý chỉ của Chúa mà tôn vinh những gì Ngài đã dựng nên... Rồi loài người khởi sự lập bàn thờ để tôn thờ các vì sao, chúc tụng và sấp mình thờ lạy chúng... ấy là nền tảng của thờ lạy hình tượng (avoda zara)... Chỉ trong vài thế hệ, các tiên tri giả dấy lên mà nói cùng dân chúng rằng Chúa đã ra lệnh phải tôn thờ các vì sao... họ lập nên các ảnh tượng mà tôn vinh chúng... truyền bá ảnh tượng tại các nơi sùng bái, dưới tàng cây, trên đỉnh đồi, trong thung lũng, hội họp dân chúng lại, cùng nhau sấp mình thờ lạy hình tượng mà nói rằng: "Những hình tượng này đem lại phúc lành mà cũng mang đến tai hoạ... vậy thì hãy cung kính mà khiếp sợ"... cho đến khi nhiều thời đại đi qua, Danh Thiên Thượng đã hoàn toàn bị lãng quên... cho đến khi con người của năng quyền (Abraham), bắt đầu tự hỏi mình rằng "Làm sao các tinh cầu trên bầu trời dịch chuyển nếu không có một Đấng di chuyển chúng? bởi vì chúng không thể tự mình mà chuyển động được", không ai dạy dỗ ông, cũng không ai kể cho ông biết, bởi vì ông đang sống tại xứ Ur của người Chaldee là những người thờ lạy hình tượng... Người ấy (Abraham) đứng dậy mà nói với dân chúng rằng trên thế gian này chỉ có một Chúa duy nhất, và chỉ nên thờ lạy một mình Ngài, nhóm hiệp dân chúng từ khắp các thành và vương quốc cho đến khi ông tiến vào xứ Canaan như đã chép: "(Abraham) trồng một cây me tại Beersheba, và ở đó người cầu khẩn danh Đức Giê-hô-va, là Thiên Chúa hằng hữu" (Sáng thế ký 21.33). (Maimonides, Mishneh Torah, Sefer Mada ("Sách của Sự hiểu biết"), Chương 1, Hilchos Avodah Zarah ("Luật cấm thờ hình tượng"). Nguyên bản tiếng Hebrew )

## Do Thái giáo và Kinh Thánh Hebrew

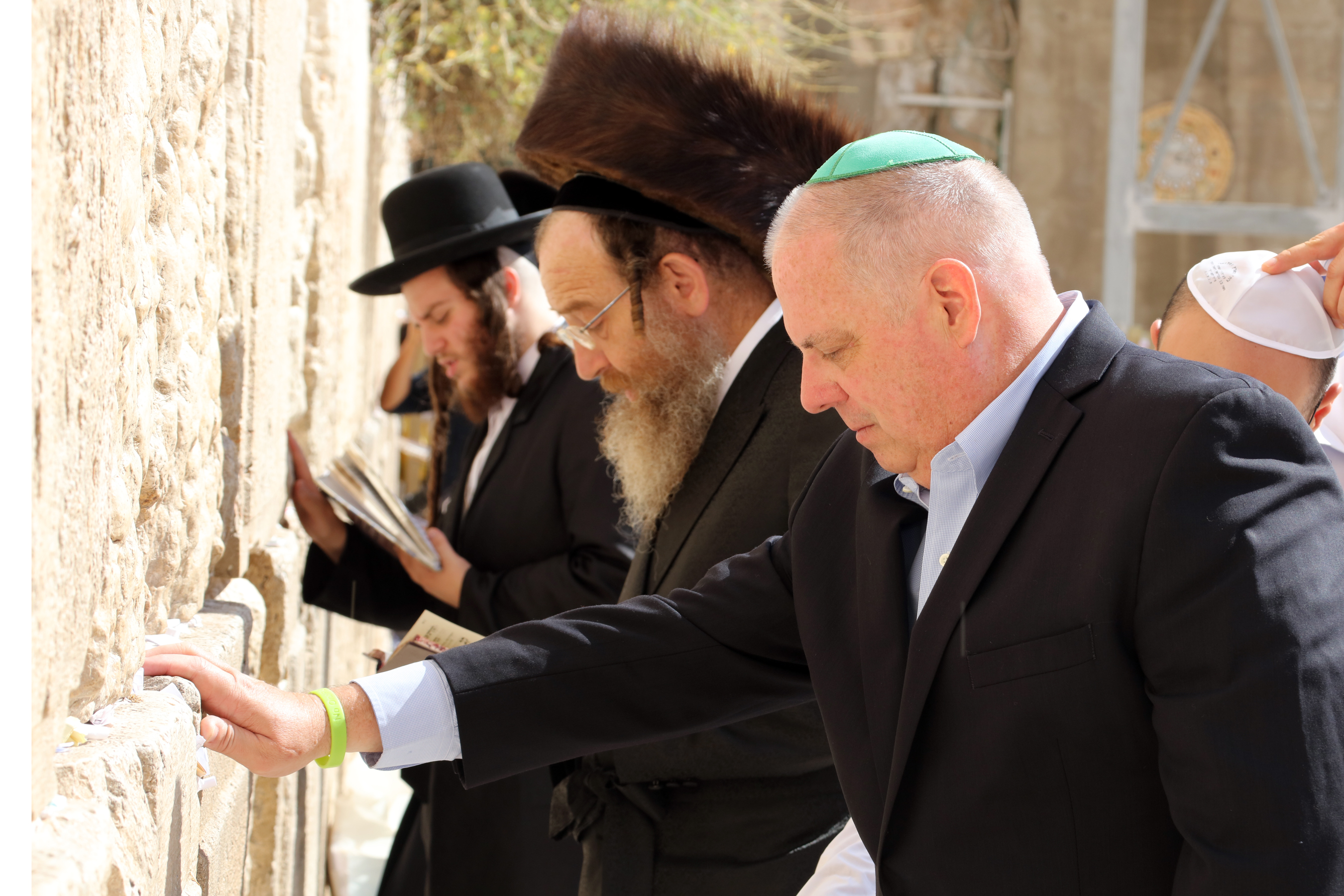
Tín đồ người Do Thái đọc kinh cầu nguyện ở bức tường than khóc Jerusalem

Đạo Do Thái giáo là một trong những tôn giáo độc thần cổ xưa nhất thế giới. Thiên Chúa trong Do Thái Giáo là hoàn toàn độc thần. Thiên Chúa của Do Thái giáo là đấng duy nhất, đấng vô hình, không ai sánh bằng và là nguyên nhân tối thượng của mọi sự tồn tại. Kinh Talmud của Babylon mô tả các "vị thần ngoại" khác là những thực thể không tồn tại mà con người nhầm lẫn gán cho các thực thể đó là thực tại và có quyền lực. Một trong những tuyên bố nổi tiếng nhất về đức tin Do thái của chủ nghĩa duy vật là nguyên lý đệ nhị 13 Nguyên tắc của đức tin của Maimonides:
Đức Thiên Chúa Trời, nguyên nhân của tất cả mọi sự, là một. Điều này không có nghĩa là một trong một cặp, cũng không phải một cái gì đó giống như một loài vật (bao gồm nhiều cá thể), cũng không phải là một trong một đối tượng được tạo thành từ nhiều yếu tố, cũng không phải là một đối tượng đơn giản phân chia ra vô hạn.. Thay vào đó, Đức Chúa Trời là một sự hiệp nhất không giống như bất kỳ một hiệp nhất nào khả thi nào khác.

Do Thái giáo (Judaism) có một số đặc điểm nổi trội vì cớ lịch sử lâu dài, niềm xác tín, luật pháp, và quy tắc sống đạo được bảo tồn và huấn thị trong kinh Torah nói riêng và kinh Tanakh nói chung (Kinh Thánh Hebrew), cung cấp nguồn văn kiện xác minh sự khởi phát và tăng trưởng của nền luân lý độc thần giáo của Do Thái giáo:

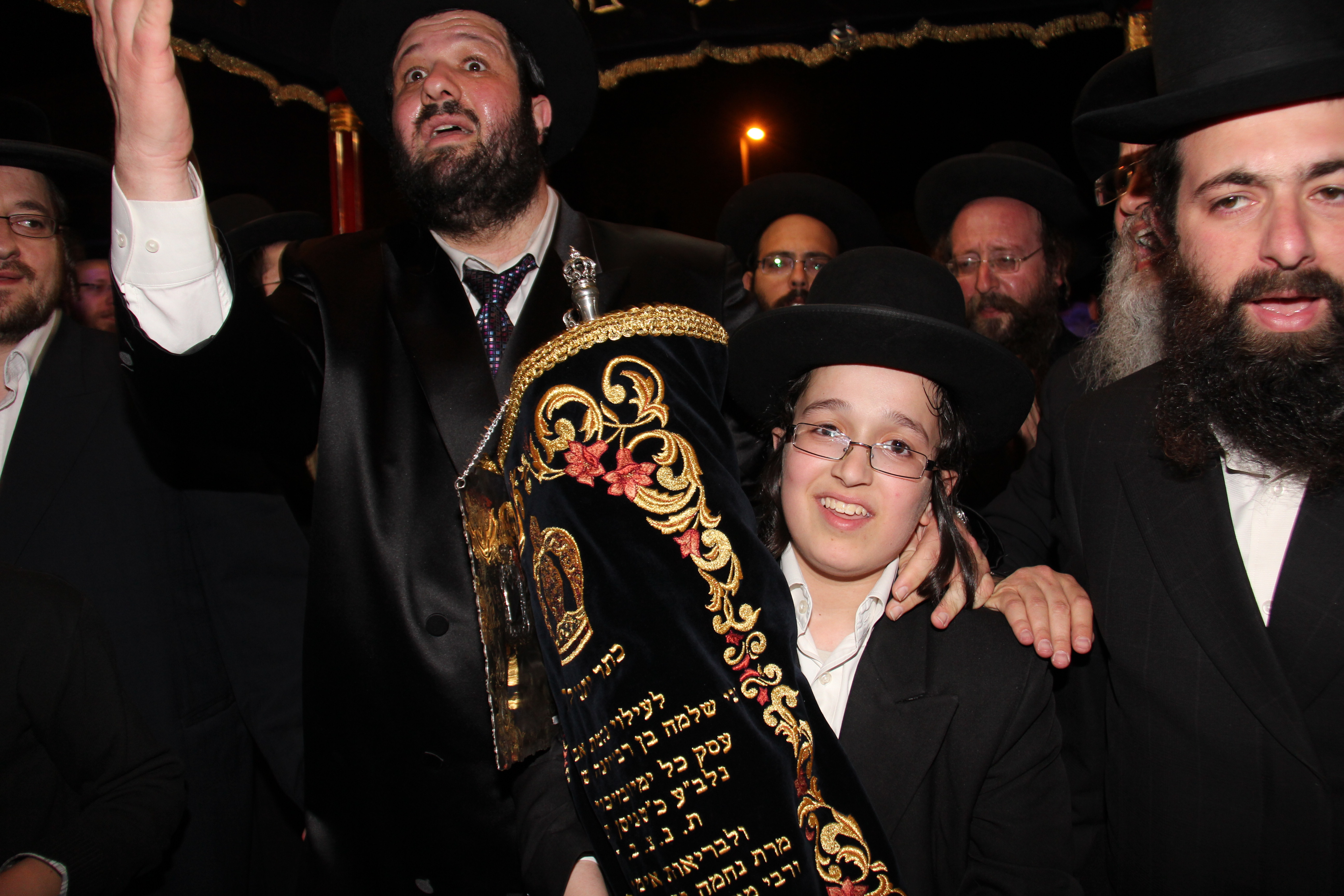
Một cậu bé người Do Thái ôm kinh thánh Torah trong buổi diễu hành

(1)Chỉ có một Thiên Chúa, từ ngài mà có một nền đạo đức cho cả nhân loại.(2) Điều răn chính yếu của Thiên Chúa là đòi hỏi con người phải cư xử tử tế với người khác... Thiên Chúa của nền luân lý độc thần giáo là Thiên Chúa được mặc khải trước tiên trong Kinh Thánh Hebrew. Qua đó, có thể nhận thấy bốn đặc điểm chính:
- Thiên Chúa là siêu nhiên (supranatural).
- Thiên Chúa có thân vị (personal).
- Thiên Chúa là Đấng tốt lành.
- Thiên Chúa là Đấng thánh khiết.

Moses trở lại với dân chúng với Mười Điều Răn trên tay. Điều răn thứ nhất dạy rằng "Trước mặt ta, ngươi chớ có các thần khác" (Xuất Ai Cập ký 20.3). Hơn nữa, người Do Thái thường trích dẫn Shema Yisrael ("Hãy lắng nghe, hỡi Israel"), chép rằng "Hãy lắng nghe, hỡi Israel: Đức Giê-hô-va, Thiên Chúa của chúng ta, Thiên Chúa là duy nhất". Độc thần giáo là trọng tâm của dân tộc Do Thái và Do Thái giáo.

## Cơ Đốc giáo
Xác tín vào một Thiên Chúa duy nhất, hầu hết tín hữu Cơ Đốc tin rằng Thiên Chúa hiện hữu trong ba thân vị: Chúa Cha, Chúa Con và Chúa Thánh Thần (giáo lý Ba Ngôi). Ba Ngôi có cùng một bản thể và một thần tính. Tuy nhiên, có một vài giáo phái nhỏ, tự nhận mình thuộc cộng đồng Cơ Đốc giáo như Chứng nhân Jehovah, bác bỏ giáo lý Ba Ngôi trong khi đạo Mormon chỉ thờ một Thiên Chúa nhưng không phủ nhận sự hiện hữu của các ngôi kia.

## Hồi giáo
Hồi giáo trình bày xác tín của mình về độc thần giáo theo cung cách đơn giản hơn. Bản tín điều Shahadah (الشهادة) khẳng định niềm tin vào Đấng Allah duy nhất và tiên tri Muhamad. Câu kinh này được xem là một trong Năm Trụ cột của Hồi giáo theo hệ phái Sunni. Khi một người đọc to câu kinh này, người ấy được xem là đã chính thức theo đạo Hồi. Hồi giáo cho rằng tính duy nhất của Thiên Chúa là giáo lý căn cốt. Hơn nữa, Hồi giáo còn xem học thuyết Ba Ngôi của Cơ Đốc giáo l